# Cyrtodactylus aurensis
Espèce
Cyrtodactylus aurensis est une espèce de geckos de la famille des Gekkonidae.

## Répartition
Cette espèce est endémique de Pulau Aur au Johor en Malaisie.

## Étymologie
Son nom d'espèce, composé de aur et du suffixe latin -ensis, « qui vit dans, qui habite », lui a été donné en référence au lieu de sa découverte.

## Publication originale
- Grismer, 2005 : New species of Bent-toed Gecko (Cyrtodactylus Gray 1827) from Pulau Aur, Johor, West Malaysia. Journal of Herpetology, vol. 39, n. 3, p. 424-432.